# Willisornis
Willisornis (лат.) — род насекомоядных воробьиных птиц из  семейства типичных муравьеловковых (Thamnophilidae). Выделен бразильскими орнитологами Карлосом Агне и Хосе Фернандо Пачеко в 2007 году и назван в честь их американского коллеги Эдвина О’Нила Уиллиса (1935—2015).

## Классификация
Международный союз орнитологов относит к роду 2 вида:
- Willisornis poecilinotus (Cabanis, 1847) — Чешуйчатая короткохвостая муравьянка
- Willisornis vidua (Hellmayr, 1905)

Ранее представителей этого рода включали в род Hylophylax, но сейчас он признается относящимся к другой кладе.
Ранее два вида считались конспецифичными, однако были разделены на основании различий в вокализации.